# Stanisław Lisowski
Stanisław Lisowski (nascido em 1 de janeiro de 1880 - 5 de outubro de 1964) foi um bibliotecário polonês-lituano, bibliógrafo e especialista em gravuras antigas e incunábulos. Foi arquivista no State Archive in Lublin, guardião da Biblioteca Universitária em Vilnius e da Biblioteca Universitária em Toruń, e membro da delegação polonesa da Comissão Mista Especial para a reivindicação e restituição de bens culturais poloneses, agindo com base no Artigo XI, cláusula 15 do Tratado de Riga.